# Pseudolarix
Pseudolarix — рід хвойних дерев родини соснових, що містить єдиний сучасний вид (Pseudolarix amabilis) і кілька вимерлих (Pseudolarix japonica, Pseudolarix wehrii). P. amabilis є рідним для східного Китаю, зустрічається на невеликих ділянках в горах південного Аньхой, Чжецзян, Фуцзянь, Цзянсі, Хунань, Хубей та східного Сичуані, на висоті 100–1500 метрів. P. wehrii описано з скам'янілостей, що датуються раннім еоценом (іпрським періодом), у західній частині Північної Америки, де він знайдений в еоценових гірських формаціях Оканаган, Алленбі та Клондайк. P. japonica відома з відкладень середнього міоцену до пліоцену в Японії та міоценових відкладень Кореї. Скам'янілості, віднесені до Pseudolarix як дата роду, ймовірно, так само старі, як ранній крейдовий етап у Монголії.

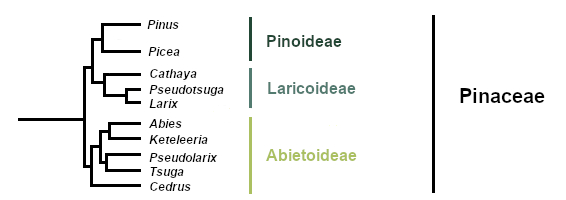
Підродини соснових (однак Nothotsuga з Abietoideae відсутня)